# Viewbank
Viewbank är en del av en befolkad plats i Australien. Den ligger i kommunen Banyule och delstaten Victoria, omkring 14 kilometer nordost om delstatshuvudstaden Melbourne. Antalet invånare är 6 731.
Runt Viewbank är det mycket tätbefolkat, med 1 819 invånare per kvadratkilometer. Närmaste större samhälle är Melbourne, omkring 14 kilometer sydväst om Viewbank. 
Runt Viewbank är det i huvudsak tätbebyggt. Genomsnittlig årsnederbörd är 1 244 millimeter. Den regnigaste månaden är juli, med i genomsnitt 140 mm nederbörd, och den torraste är januari, med 49 mm nederbörd.